# 1910-es dél-afrikai általános választás
1910. szeptember 15-én általános választásokat tartottak Dél-Afrikában a Népgyűlés 121 tagjának megválasztására. Ezek voltak az első általános választások a Dél-afrikai Unió 1910. május 31-i létrehozása után.
Bár az Unionista Párt kapta a legtöbb szavazatot, Louis Botha tábornok Dél-afrikai Nemzeti Pártjának sikerült szűk többséget szereznie. 

## Eredmények
| Párt     | Párt                     | Szavazatok | %     | Mandátumok |
| -------- | ------------------------ | ---------- | ----- | ---------- |
|          | Dél-afrikai Nemzeti Párt | 30 052     | 28,45 | 66         |
|          | Unionista Párt           | 39 766     | 37,65 | 36         |
|          | Dél-afrikai Munkáspárt   | 11 549     | 10,93 | 3          |
|          | Szocialista Párt         | 448        | 0,42  | 0          |
| Egyéb    |                          |            |       |            |
|          | Függetlenek (UP)         |            |       | 2          |
|          | Függetlenek (SANP)       | 3 430      | 3,25  | 1          |
|          | Függetlenek (SAAP)       | 815        | 0,77  | 1          |
|          | Függetlenek              | 19 563     | 18,52 | 12         |
| Összesen | Összesen                 | 105 623    | 100   | 121        |

## Fordítás
Ez a szócikk részben vagy egészben  a(z)   1910 South African general election című angol Wikipédia-szócikk ezen változatának fordításán alapul.  Az eredeti cikk szerkesztőit annak laptörténete sorolja fel. Ez a jelzés csupán a megfogalmazás eredetét és a szerzői jogokat jelzi, nem szolgál a cikkben szereplő információk forrásmegjelöléseként.